# Wiesenau (Langenhagen)

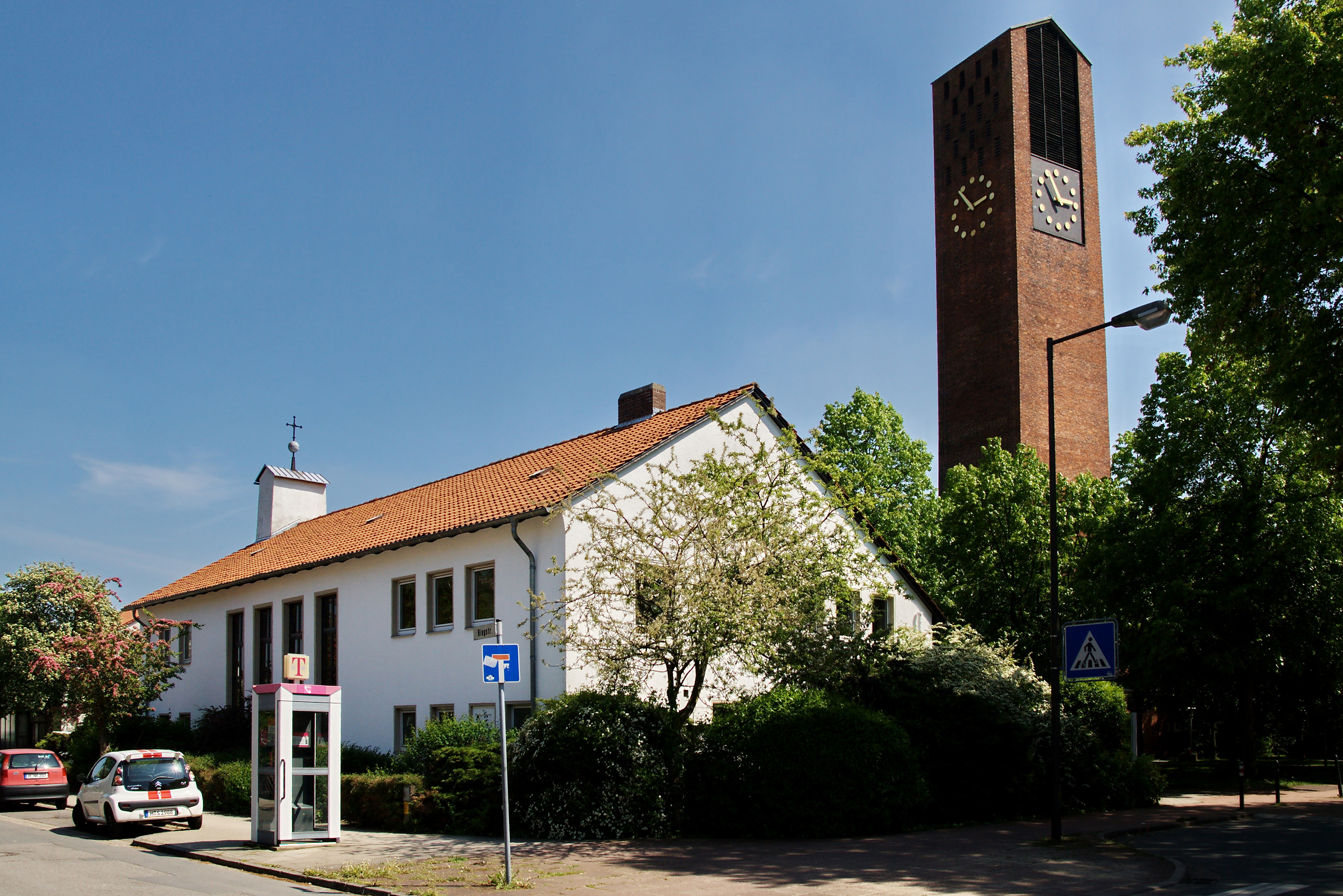
Emmaus-Kirche in Wiesenau

Wiesenau (Ausspracheⓘ) ist ein Ortsteil von Langenhagen, der im Norden an die A2 grenzt. Bei dem Ortsteil handelt es sich um eine Exklave von Langenhagen, da er bis auf zwei Straßendurchlässe vollständig von hannoverschem Stadtgebiet umschlossen ist. 

## Geschichte
Bis zur Zeit des Nationalsozialismus war Wiesenau ein ländlich geprägter Ortsteil mit vielen Einfamilienhäusern. Beim Bau der Reichsautobahn wurde Wiesenau von Langenhagen getrennt. Ein Industriegebiet entstand im Süden.
Mit dem Bau der „Kriegsschule“ an der Stader Landstraße als der heutigen Vahrenwalder Straße, der „Heereswaffen-Werkstatt“ südlich der Heinrich-Heine-Straße und der Einbindung der Werke Max Müller, Wohlenberg und anderer in die beginnende Kriegsindustrie stieg die Zahl der Beschäftigten enorm an. Mitte 1938 zählte man in Langenhagen fast 10.000 auswärtige Arbeitskräfte. Um der dringenden Wohnungsnot zu begegnen, entstanden Barackenunterkünfte, wie der „Osterrieder Hof“, der nach dem Zweiten Weltkrieg noch von Flüchtlingen bewohnt wurde.
Wiesenau erlitt, nicht zuletzt wegen der Autobahn und der benachbarten Industriebetriebe, im Zweiten Weltkrieg massive Schäden durch alliierte Luftangriffe. Nur wenige Wohnungen blieben unbeschädigt. Anfang der 1950er Jahre begann der Wiederaufbau.

## Wiesenau heute

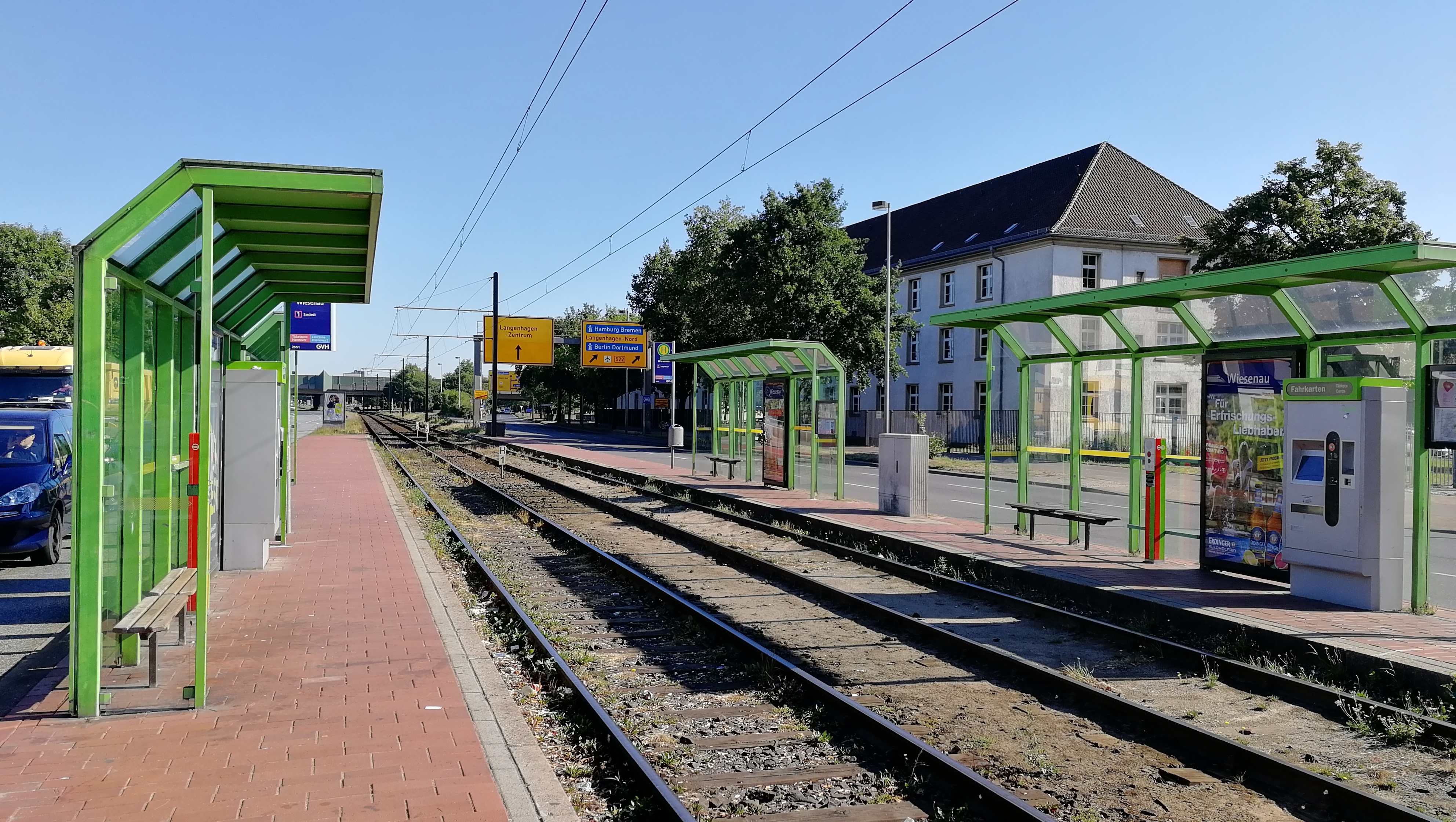
Die Stadtbahnstation „Wiesenau“ liegt nicht in Wiesenau, sondern in Hannover

Heute besteht Wiesenau aus Einfamilienhäusern und dreietagigen Wohnhäusern. An der Vahrenwalder Straße in Hannover liegt die Stadtbahnstation Wiesenau. Zudem befinden sich in Wiesenau der „Quartiertreff Wiesenau“, der regelmäßig Veranstaltungen anbietet und Senioren und Flüchtlinge hilft, und die Emmaus-Kirche, die Adolf-Reichwein-Schule. sowie das THW (Ortsverband Hannover/Langenhagen). Die Bewohner beklagen sich über die Isolation durch Autobahn und Industriegebiete in Brink-Hafen, die die Anbindung erschweren. Zudem gibt es wenig Infrastruktur.
An vielen Stellen werden Häuser und Straßen saniert. Es gibt ein Neubaugebiet.